# Broticosia calabyi
Broticosia calabyi là một loài ruồi trong họ Asilidae. Broticosia calabyi được Paramonov miêu tả năm 1964. Loài này phân bố ở miền Australasia.